# Stromsburg
Stromsburg è una città degli Stati Uniti d'America, situata in Nebraska, nella contea di Polk.